# Jakub Kroch

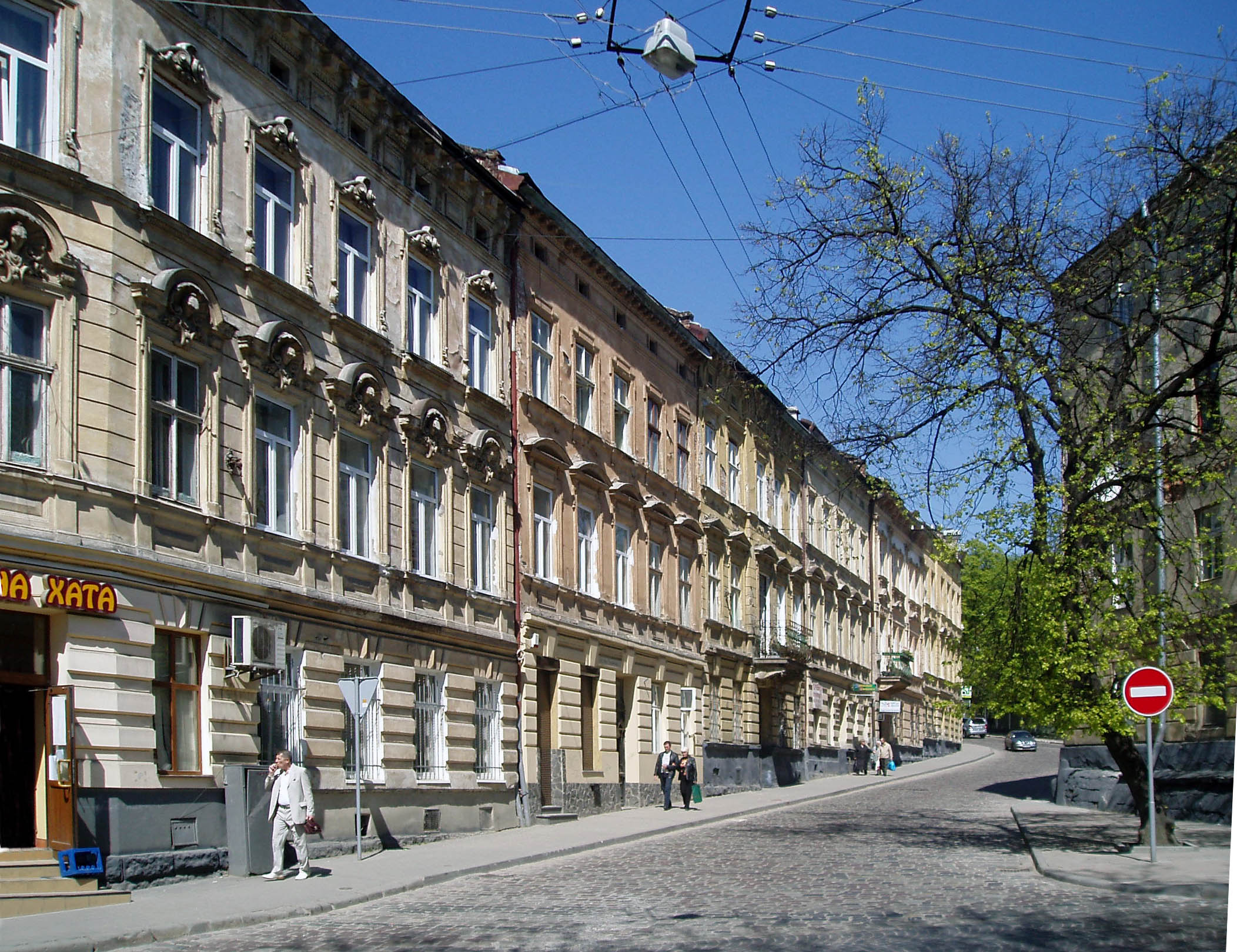
Zabudowa ulicy Huculskiej, Lwów

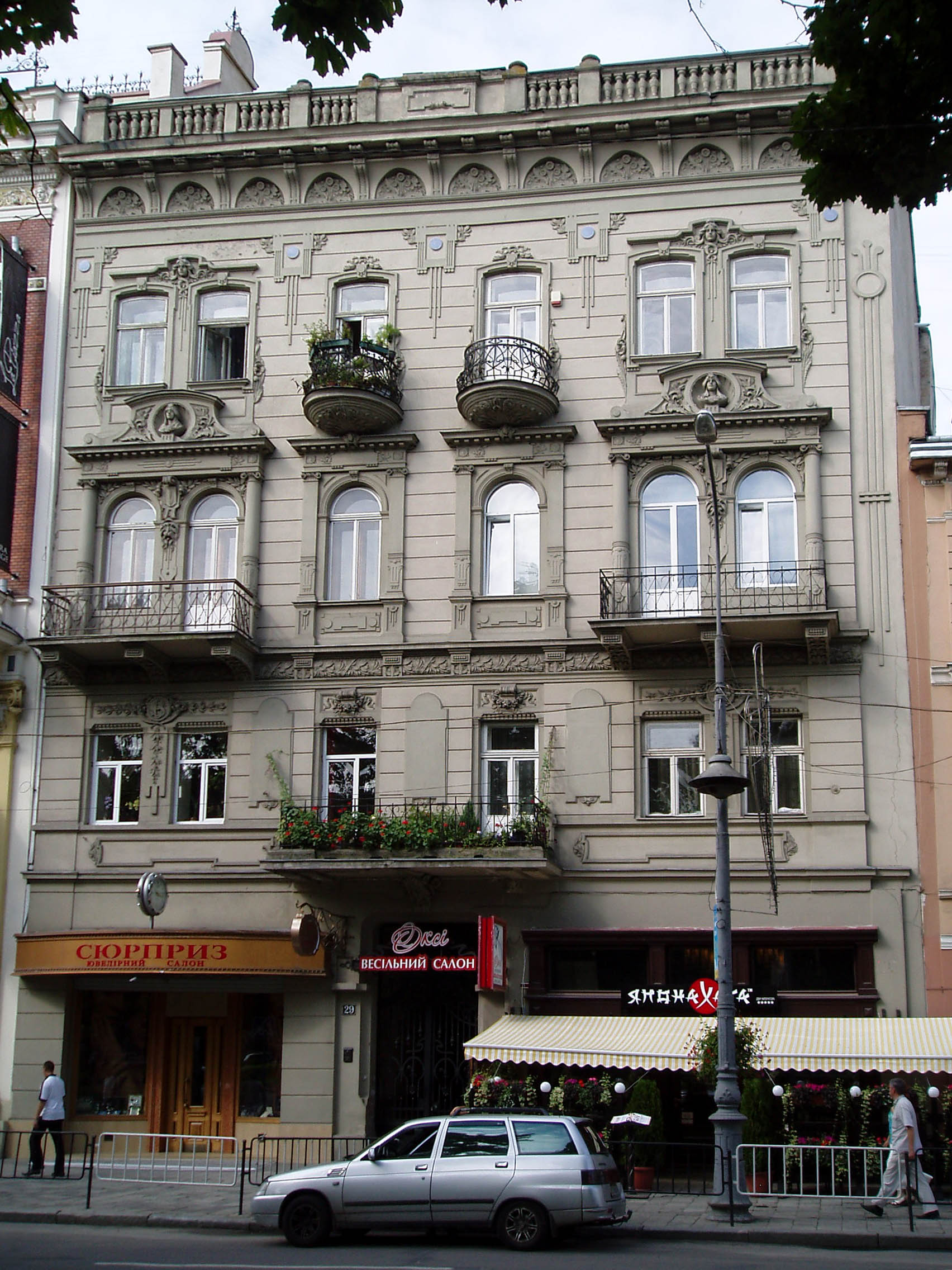
Kamienica przy Prospekcie Swobody 29, Lwów

Jakub Salomon Kroch (również jako: Jakób Salomon Kroch) (ur. ok. 1850 we Lwowie, zm. 16 maja 1922 tamże) – polski architekt pochodzenia żydowskiego.

## Życiorys
W 1872 rozpoczął studia na lwowskiej Akademii Technicznej, po jej ukończeniu w 1877 odbył dwuletni staż w pracowniach architektonicznych i firmach budowlanych. Po otrzymaniu uprawnień architekta rozpoczął samodzielne prace projektowe, projektował kamienice w stylu historyzmu, a następnie pod silnym wpływem art noveau. W 1906 został członkiem Polskiego Towarzystwa Politechnicznego we Lwowie, zasiadał w jury konkursu na przebudowę ratusza. Był radnym miejskim i członkiem zarządu żydowskiej gminy wyznaniowej. 

## Dorobek architektoniczny
- Dobudowa III kondygnacji kamienicy przy ulicy Szewskiej 8, według projektu firmy Fellner i Helmer[potrzebny przypis] /1881/;
- Przebudowa kamienicy przy ulicy Szewskiej 14, według projektu firmy Fellner i Helmer[potrzebny przypis] /1881/;
- Przebudowa dachu na kamienicy przy ulicy Halickiej 7 /1882/;
- Kamienica przy ulicy Gródeckiej 50 /1885/;
- Własny dom przy ulicy Sołomii Kruszelnickiej 50 (dawniej Józefa Ignacego Kraszewskiego) /1883-1887/;
- Dom przy ulicy Bohdana Chmielnickiego 43 (dawniej Żółkiewska) /1886-1887/;
- Budynek przy ulicy Petro Doroszenki 19 (dawniej do 1938 ulica Sykstuska, później Obrony Lwowa), zbudowany w 1888, przebudowany przed 1909 według projektu Włodzimierza Podhoreckiego;
- Drewniany teatr letni na północnym krańcu Wałów Hetmańskich, a Bulwarach Królewskich /1891/ obecnie nie istnieje;
- Kamienice czynszowe przy ulicy Huculskiej 3-5-7-9-11-11a-15-17-19 (dawniej Unii Lubelskiej) w stylu neorenesansowym, współautor Maurycy Silberstein /1892-1896/;
- Kamienica dochodowa przy ulicy Iwana Franki 43 (dawniej Mikołaja Zbylikiewicza 15) na elewacji rzeźby Bronisława Sołtysa, współautorzy Maurycy Silberstein i Jakub Bałłaban /1898/;
- Kamienica przy Prospekcie Swobody 29 (Wały Hetmańskie) przy Łesia Kurbasa 8 (Tadeusza Rejtana), współautor Maurycy Silberstein, rzeźby na elewacji dłuta Piotra Harasimowicza /1902/;
- Własne kamienice dochodowe przy ulicy Stepana Bandery 33-35-37 (dawniej Leona Sapiehy) /1908/;
- Kamienice czynszowe przy ulicy Nowy Świat, współautor Henryk Salwer /1905-1910/;
- Przebudowa kamienicy przy ulicy Szewskiej 14, według projektu firmy Fellner i Helmer /1918/;
- Kamienica czynszowa przy ulicy Zamarstynowskiej 8.